# Mutasarrif
Mutasarrif (en turc modern Mutasarrıf) era un rang administratiu de l'Imperi Otomà.
Els sandjaks existien al territori otomà des del segle xiv i els seus governadors eren els sandjakbegis. A partir del segle xvii el nombre de wazirs (governadors d'un eyalat) es va augmentar sense que s'augmentessin els eyalats (regions o grups de províncies). Així molts wazirs van ser nomenats per governar sandjaks o bé liwes (províncies); d'aquestes darreres els governadors eren anomenats walis. Per satisfer els wazirs alguns sandjaks foren segregats de les províncies de les que formaven part i assignats com a feu a wazirs i en aquest cas aquests no tenien el títol de sandjakbegis sinó de mutasarrifs; aquests en general no van governar directament sinó que enviaven uns delegats anomenats de vegades müsellims, de vegades mütesellim i de vegades caimacans (kaimmmakan). Aquestos sandjaks es van dir mutasarriflik o de vegades mütesellimlik.
Quan Selim III i Mahmud II van intentar eliminar els notables locals d'aquests unitats, i van designar agents del govern central, aquests foren anomenats mutasarrif; tenien rang de wazir i podien governar un eyalat, però mentre no ho feien el seu títol era aquell. Eventualment podien governar en diversos sandjaks. El terme va caure en desús a parir de les reformes del tanzimat per l'anomenat decret de Gülkhane de 1839 tot i que per costum encara es va seguir utilitzant no oficialment. Llavors els governadors de sandjak van passar a ser caimacans (breument del 1837 al 1842 els recaptadors d'impostos dels sandjaks es van dir muhassils però després aquesta funció fou abandonada). Es va crear llavors una administració inferior, el kada o kaza (districte dins un sandjak) els governadors del qual foren els kadamuriri o mudir.
El 1849 els governadors de les províncies (ara eyalats que havien passat de 15 a 28 el 1834 i 40 el 1854) foren designats com walis (que tenien rang de wazir) i, en les províncies petites, mutasarrifs. També qui governava més d'un sandjak fou anomenat mutasarrif (almenys a partir del 1858). També es van crear sandjaks "independents" (que no depenien d'una província sinó del ministeri de l'Interior) que portaven el nom de mustakills i estaven governats per mutasarrifs (el més conegut, el Líban des de 1861); la resta dels sandjaks estaven governats per caimacans.
Des de la llei administrativa de 1864 per a la província del Danubi, revisada i estesa per la llei de 25 de juliol de 1867, i per la llei suplementària de 22 de gener de 1871, les províncies (eyalats) van passar a ser wilayats governats per walis i dividits en sandjaks o liwàs; els governador de sandjaks o de liwàs (singular liwà) van passar a ser mutasarrifs. Els sandjaks estaven dividits en kazes o qadàs, aquests en nahiyeler o nàhiyes (subdistrictes) i aquestes en karyes o qaryes (pobles). El 1864 encara s'establia el títol de caimacan per als governadors de sandjaks, i el de mudir per als kazes, però la revisió del 1867 ho va tornar a modificar. El nom de mutasarrif fou confirmat per la llei d'administració provincial de 26 de març de 1913.
Els nacionalistes turcs, a la Gran Assemblea Nacional d'Ankara, van modificar el 20 de gener de 1921 l'administració i es van suprimir les wilayes i els sandjaks o liwàs es van convertir en wilayets. El nom de mutasarrif va desaparèixer.